# Знаточество
Знато́чество (нем. Kennerschaft, Kenner — знаток; фр. connaisseur) — «направление и метод в искусствознании как неотъемлемая составляющая коллекционирования произведений искусства». Основная практическая цель такого метода заключается в совершенствовании методики атрибуций произведений изобразительного искусства.
Ещё в XVIII столетии в связи с расширением количества изучаемых памятников и произведений искусства, не имеющих подписей и дат (лат. absque nota — без пометы), проблема правильной атрибуции оказалась особенно актуальной. Как отмечал Жермен Базен, «за огромной массой произведений искусства прошлого были закреплены традиционные, весьма гадательные атрибуции; как и сегодня, задача учёных заключалась в том, чтобы разграничить работы мастера и произведения его подражателей и копиистов. Для этого было необходимо определить особенности индивидуального стиля художника». Однако для такой работы не хватало объективных данных и документальных исторических свидетельств. В результате на первое место выходила методика интуитивной догадки, основанной на «зрительном опыте» испытанных коллекционеров, меценатов и работников музеев. Метод знаточеской атрибуции основан не на внешних в отношении произведения искусства данных (исторических событий во время создания произведения, так называемого «историко-культурного фона», обстоятельств биографии художника, упоминаний в литературных источниках, материальных трудностей работы), а на особенностях индивидуального почерка конкретного мастера, манеры и техники использования материалов. «В отличие от всех прочих атрибуционных методик и приёмов, работа „знатока“ (конессёра) состоит в мгновенном схватывании сути, интуитивной догадке, прозрении истины относительно авторства, места и времени создания произведения, поскольку первое впечатление — самое сильное и верное». Всё остальное требует проверки и обоснования, но мнение знатока — выше всех критериев. Далее оно только уточняется «методом последовательного приближения и сужения круга предположений, с использованием всевозможных способов». «Суждения глаза» знатока и оценка качества произведения искусства требуют абстрагирования от смысловой интерпретации (иконографического исследования), иконологического анализа и других специальных приёмов атрибуционной работы.
Основные этапы истории западноевропейского и русского знаточества изложил В. Г. Власов в монографии «Искусство России в пространстве Евразии» (2012). В 1719 году английский живописец-портретист и антиквар Джонатан Ричардсон опубликовал эссе под названием «Опыт всего искусства критики в его отношении к живописи как аргумент от имени науки знаточества» (An Essay on the Whole Art of Criticism as it Relates to Painting and an Argument in Behalf of the Science of a Connаisseur), в котором сформулировал принципы, позволяющие отличать оригинал картины от её копии. В заглавии этого труда впервые прозвучал термин: (фр. connaisseur — знаток. Именно Ричардсон впервые указал, что большинство открываемых в то время в раскопках античных статуй являются позднейшими репликами древнегреческих оригиналов.
В дальнейшем понятия «знаток» и «знато́чество» обрели официальный статус. В Италии «знатоков» (итал. conoscitore) противопоставляли академическим ученым и «книжным» искусствоведам (итал. professore). Хорошие знатоки выходили из круга художников, владеющих ремеслом не с чужих слов, а также коллекционеры, антиквары и «музейщики». Они часто посмеивались над «книжниками» и их ошибками. Те, в свою очередь, со своих научных позиций, называли знатоков дилетантами.
Методику зрительной атрибуции произведения искусства одно время именовали «методом Морелли», по фамилии выдающегося специалиста, медика по образованию, политика и коллекционера живописи Джованни Морелли. Увлёкшись изучением искусства, Морелли не стал придавать решающее значение правильности композиции, особенностям рисунка и колорита картины. С педантичностью медика он начал обращать внимание на мелкие, якобы ничего не значащие, детали. Морелли был убеждён, что рука мастера выдает себя в незначительных приметах, даже в тех случаях, когда он пытается подражать другому, более знаменитому художнику или копировать его произведения. Так, подобно индивидуальному почерку, манеру живописца-портретиста во всех его произведениях можно отличить по бессознательно повторяющимся из картины в картину рисунку крыльев носа, мочки уха, внутреннего уголка глаза или завитка волос. Эти бессознательные следы вряд ли могут быть скопированы, и «после расшифровки они свидетельствуют подобно отпечаткам пальцев на месте преступления. Инстинктивное в творчестве художника Морелли считал наиболее важным. Личность художника достовернее всего выражается в деталях, которым сознательно уделяется меньше всего внимания».
Пользуясь разработанным им методом, Морелли сумел сделать важные для своего времени атрибуции. Он установил авторство Джорджоне в отношении знаменитой картины, шедевра живописи «Спящая Венера» дрезденской Картинной галереи старых мастеров. Ранее картину считали копией несохранившегося произведения Тициана. Морелли атрибутировал «Донну Велату» Рафаэля Санти, картины Лоренцо Лотто, Пальмы Веккьо, Корреджьо.
Метод Морелли использовали англичанин Джозеф Кроу и итальянец Джованни Баттиста Кавальказелле,
Морелли называли дилетантом и пытались доказать, что его метод возможен лишь в теории. Но у него оказалось много последователей. Итальянскому мастеру атрибуций Федерико Дзери принадлежит крылатая фраза: «Побеждает тот, у кого больше фотографий». Она означает, что подлинный знаток должен обладать эрудицией и «насмотренным материалом», следовательно, иметь под рукой архив и картотеку зарисовок или фотографий. Схема методики знаточеской атрибуции такова. Фотографию произведения неизвестного автора помещают среди других, уже атрибутированных, а затем «тасуют» карточки до тех пор, пока искомое не «ляжет» органично в выстроенный зрительный ряд. После этого знаток делает свое заключение. Далее остаётся его проверить иными методами либо опровергнуть. Но даже ошибка знатока имеет важные последствия: она сигнализирует о неподлинности или нехарактерности произведения для творчества того или иного мастера, эпохи, школы. Знатоки всю жизнь накапливают «зрительный опыт», просматривают бесчисленное количество произведений, чтобы «держать глаз». Знаток как бы настраивается на «волну» индивидуального творчества мастера, подобно музыканту-исполнителю мысленно повторяет выполнение. В нужный момент возникает искомый «гармонический резонанс», свидетельствующий о единственно правильном решении. Если же он не появляется, то предположение следует считать неверным. Основными инструментами знаточеского метода называют интуицию и «вчувствование» (нем. Einfühlung).
На уровне научного искусствознания решению этой сложной практической способствовала теория «чистой визуальности», разработанная Генрихом Вёльфлиным и его последователями.
Известным «конессёром» был первый директор Старого музея в Берлине, знаток немецкой и нидерландской живописи старых мастеров Густав Фридрих фон Вааген. В 1861 году по приглашению российского императора Александра II Александра II Г.Ф. фон Вааген приезжал в Санкт-Петербург для систематизации картин собрания Императорского Эрмитажа.
Мастером знаточеской атрибуции был продолжатель Ваагена, создатель «Острова музеев» в Берлине Вильгельм фон Боде. В 1872 и 1882 годах фон Боде также приезжал в Санкт-Петербург для изучения собрания голландской живописи. Фон Боде был сторонником «методологического минимализма»: строгой локализации памятника по месту и времени создания. Всяческого рода обобщения признаков школы и стиля Боде считал излишними и даже вредными. За пуризм и жесткость характера Боде прозвали «Бисмарком музейного дела».
Выдающимися знатоками были Абрахам Бредиус, Корнелис Хофштеде де Гроот, парижский маршан и антиквар Жорж Вильденштейн.
Ученик и последователь фон Боде, историк искусства Макс Якоб Фридлендер в 1929 году, после кончины фон Боде стал директором Берлинских музеев. В 1924—1933 годах директор Картинной галереи Музея кайзера Фридриха в Берлине. Концепцию знаточества Фридлендер изложил в книгах «Знаток искусства» (Der Kunstkenner, 1919), «Подлинный и мнимый» (Echt und unecht, 1929), «Об искусстве и знаточестве» (Von Kunst und Kennerschaft, 1946).
В этих работах Фридлендер разграничил профессии историка искусства и знатока. Историк обязан оставаться беспристрастным наблюдателем. Ему не дозволены эмоциональное восприятие, фантазирование, мысленное перевоплощение в личность творца. Для знатока, напротив, главными являются интуиция, догадка, чутье, верный глаз и психологический такт. Знаток должен быть пристрастным и субъективным в оценках. Фридлендер писал об этом так: «Академисты входят в музей с идеями, знатоки искусства покидают его с идеями. Академисты ищут то, что они предполагают найти, знатоки искусства находят нечто, о чём они не знали ранее». Фридлендер впервые ввёл в искусствоведческую науку понятие интуиции и возвёл его на уровень творческого метода. С тех пор это направление в искусствознании именуют «антивенским» (имея в виду рационализм и формализм немецко-австрийской школы).
Шуточный девиз знатоков гласит: «Несмотря на подпись, вещь подлинная». Фридлендер убедительно писал о том, что даже в тех случаях, когда эксперт располагает документами, подтверждающими, будто такой-то художник, в таком-то году выполнил такое-то произведение и получил за него плату, это совсем не означает, что так и было на самом деле. Художник мог в последнюю минуту отказаться, нарушить договор, передать работу другому или отдать её своим ученикам. В письменных свидетельствах это, как правило, не отражается.
У истории искусства есть две теневые стороны: история утрат и история обмана. Во все времена составляли фальшивые документы, на мастерски выполненные копии ставили фальшивые подписи, «старили» холст и наводили поддельные кракелюры, бронзу покрывали искусственной патиной, на фарфоровые изделия наносили поддельные марки, на ювелирные изделия — чужие клейма. В этих случаях работа знатока незаменима.
Одним из самых известных мастеров знаточеской атрибуции был Бернард Беренсон. Он родился в Литве, на территории Российской империи, в еврейской семье. В 1875 году его родители эмигрировали в США. Беренсон окончил Гарвардский университет, в 1887—1888 годах работал в Париже, затем уехал в Рим, где познакомился с Дж. Морелли и Дж. Б. Кавальказелле. В 1894 году выпустил книгу «Начала знаточества» («Rudiments of Connoisseurship»). В 1894—1907 годах Беренсон работал над своим главным трудом «Итальянские живописцы Ренессанса».
Свой метод Беренсон назвал «критическим формализмом». Он изучил огромное количество неатрибутированных в то время произведений живописи на территории Италии. Большая часть из них — алтарные картины, которые художники по традиции не подписывали и не датировали. Беренсон создал так называемые индексы: систематизированные списки картин, условно разделённых на основе «зрительного качества» по школам. Главным критерием классификации Беренсону послужило «качество формы», определяемое «осязательной ценностью» (англ. tactile value) понятие, заимствованное им у Вёльфлина, Гильдебранда и Земпера. Тактильное, или осязательное, качество формы раскрывает особенное отношение художника к изобразительному пространству: объемных качеств к плоскости холста или листа бумаги, объёма скульптуры к окружающей среде.
Такие свойства, согласно концепции гештальтпсихологии, преобразуются в качественно различные «ретинальные впечатления» (то есть зрительные, образующиеся на сетчатке глаза). Например, произведения художников флорентийской школы отличаются наибольшей «осязательной ценностью» формы. В их картинах объёмы как бы выступают из плоскости, а живопись выглядит слегка подкрашенным рисунком с мощной светотеневой «лепкой» формы. Венецианцы, напротив, склонны к живописности, ведущей к некоторой уплощённости фигур, размытости контуров, что восполняется стихией цвета. Произведения художников ломбардской и сиенской школ отличаются жёсткой графичностью, римляне гармонично сочетают все качества.
Выдающимся итальянским знатоком классического искусства, творчески переработавшим метод Морелли, был Адольфо Вентури. Учеником и последователем Адольфо Вентури считается итальянский историк искусства Роберто Лонги. Он не принял метод атрибуции Б. Беренсона и даже отказался от начатого перевода на итальянский язык книги Бернсона «Итальянские живописцы Ренессанса». Лонги фактически открыл феррарскую школу живописи, проанализировав особенности стиля местных живописцев, но полагал в основу собственного метода «литературный стиль» описания памятника в качестве эквивалента живописному стилю.
В России методологию знаточеской атрибуции, опираясь на опыт западноевропейских учёных, разрабатывали Б. Р. Виппер. и В. Н. Лазарев. Окончив в 1920 году историко-филологический факультет Московского университета, Лазарев много работал в европейских музеях. Именно Лазарев первым в отечественной историографии сформулировал основные принципы знаточеской работы:
- влечение к непосредственному общению с произведением искусства;

- врождённое и отчасти воспитываемое чувство качества;

- абсолютная зрительная память;

- художническое чутьё, способность к сопереживанию акту творчества;

- вживание в творческий метод мастера;

- по возможности доскональное знание материала;

- большой зрительный опыт, постоянные путешествия, «насматривание» подлинников[13].

Выдающимися мастерами интуитивной атрибуции были русские художники объединения «Мир искусства», а также сотрудники журнала «Старые годы», издававшегося в Санкт-Петербурге в 1907—1916 годах: А. Н. Бенуа, П. П. Вейнер, Н. Н. Врангель, С. Н. Тройницкий. Блестящими мастерами атрибуции считали коллекционера и с 1886 года хранителя картинной галереи Эрмитажа А. И. Сомова, живописца и коллекционера древнерусских икон И. С. Остроухова.